# Johnny Mathis
John Royce Mathis (Gilmer, Texas, U.S, 30 de setembre de 1935) és un cantant nord-americà de música popular. Començant la seva carrera amb senzills de música estàndard, Mathis es va fer molt popular com a artista d'àlbums, amb diverses dotzenes dels seus àlbums aconseguint l'estatus d'or o platí i 73 arribant a les llistes de Billboard. Mathis ha rebut el premi Grammy a la carrera artística i ha estat inclòs al Saló de la Fama dels Grammy per tres enregistraments.
Mathis és el tercer artista més venut del segle xx, amb 360 milions de discos venuts a tot el món. Tot i que sovint descrit com un cantant romàntic, la seva discografia inclou pop tradicional, llatinoamericà, soul, rhythm and blues, melodies d'espectacles, Tin Pan Alley, soft rock, blues, música country i fins i tot algunes cançons disco per al seu àlbum Mathis Magic a 1979. Mathis també ha gravat set àlbums de música nadalenca. En una entrevista de 1968, va citar a Lena Horne, Nat King Cole i Bing Crosby entre les seves influències musicals.

## Infancia i educació
Mathis va néixer com el quart de set fills de Clem Mathis i Mildred Boyd, tots dos cuiners domèstics. Mathis és afroamericà i ha declarat que té ascendència nativa nord-americana per part de la seva mare. La família es va traslladar a San Francisco quan Mathis tenia cinc anys, es va establir a la 32nd Avenue al districte de Richmond, on Mathis va créixer.
El pare de Mathis va treballar al vodevil com a cantant i pianista i, en adonar-se del talent del seu fill, va comprar un vell piano vertical per 25 dòlars (433 dòlars EUA en dòlars del 2023) i va animar la seva música. Mathis va començar a aprendre cançons i rutines del seu pare; els seus pares també dirigien el seu club de fans. La primera cançó de Mathis va ser "My Blue Heaven". Va començar a cantar i ballar per als visitants a casa, a l'escola i a les funcions de l'església.
Quan Mathis tenia 13 anys, la professora de veu Connie Cox el va acceptar com el seu alumne a canvi de treballar a casa seva. Mathis va estudiar amb Cox durant sis anys, aprenent escales i exercicis vocals, producció de veu, cant clàssic i operístic. La primera banda amb la qual va cantar Mathis va ser formada pel seu amic de secundària Merl Saunders. Mathis va elogiar Saunders al seu funeral l'any 2008, agraint-li per haver donat a Mathis la seva primera oportunitat com a cantant.
Mathis va ser un esportista estrella a la George Washington High School de San Francisco. Era un saltador d'alçada, un corredor d'obstacles i un jugador de bàsquet. El 1954, Mathis es va matricular al San Francisco State College amb una beca esportiva, competint tant en bàsquet com en pista i amb la intenció de convertir-se en professor d'educació física. Mentre era allà, va establir un rècord de salt d'alçada d'1,97 m (6 peus 5+1⁄2 polzades), encara una de les altures superiors de salt de la universitat i només a 7 cm (3 polzades) del rècord olímpic de 1952 de 2,04 m ( 6 peus 8+1⁄2 polzades). Mathis i la futura estrella de l'NBA Bill Russell van aparèixer en un article de la secció esportiva de 1954 del "San Francisco Chronicle" demostrant les seves habilitats de salt d'alçada (Russell era el número 1 i Mathis era el número 2 a la ciutat de San Francisco en aquell moment).

## Carrera
Mentre cantava en una jam session de diumenge a la tarda amb el sextet de jazz d'un amic al "Black Hawk Club" de San Francisco, Mathis va cridar l'atenció de la cofundadora del club, Helen Noga. Es va convertir en la seva directora musical i va trobar a Mathis una feina cantant els caps de setmana a l'"Ann Dee's 440 Club". El setembre de 1955, va saber que George Avakian, cap de Popular Music A&R a Columbia Records, estava de vacances a prop de San Francisco. Després de repetides trucades, Noga finalment va persuadir l'Avakian perquè vingués a escoltar Mathis al Club 440. Després d'escoltar Mathis cantar, Avakian va enviar a la seva companyia discogràfica un telegrama que deia: "He trobat un noi fenomenal de 19 anys que podria arribar fins al final. Envia contractes en blanc".
A l'estat de San Francisco, Mathis s'havia fet notable com a saltador d'alçada, i l'any 1956 se li va demanar que s'apuntés a l'equip olímpic dels Estats Units que viatjaria a Melbourne aquell novembre. Per consell del seu pare, Mathis va optar per embarcar-se en una carrera professional de cantant.
El primer àlbum discogràfic de Mathis, Johnny Mathis: A New Sound In Popular Song, va ser un àlbum de jazz de venda lenta, però Mathis es va quedar a la ciutat de Nova York per cantar en discoteques. El seu segon àlbum va ser produït pel vicepresident i productor discogràfic de Columbia Records, Mitch Miller, que va ajudar a definir el so Mathis. Miller va preferir que Mathis cantés balades suaus i romàntiques, combinant-lo amb el director i arranjador musical Ray Conniff, i més tard, Ray Ellis, Glenn Osser i Robert Mersey. A finals de 1956, Mathis va gravar dues de les seves cançons més populars: "Wonderful! Wonderful!" i "No em toca dir-ho". També aquell any, Metro-Goldwyn-Mayer el va fitxar per cantar aquesta darrera cançó a la pel·lícula Lizzie (1957).

## Milionari de l'espectacle
El juny de 1957, Mathis va aparèixer al popular programa de televisió The Ed Sullivan Show, que va ajudar a augmentar la seva popularitat. Més tard aquell mateix any, Mathis va llançar el seu segon senzill per vendre un milió de còpies, "Chances Are". Al novembre de 1957, Mathis va llançar "Wild Is the Wind", que va aparèixer a la pel·lícula homònima i va ser nominat per a la pel·lícula. Premi de l'Acadèmia a la millor cançó original. Va interpretar la cançó a la cerimònia del març de 1958.
La setmana abans de la seva aparició als Premis de l'Acadèmia, es va estrenar Johnny's Greatest Hits. L'àlbum va passar 490 setmanes consecutives sense precedents (gairebé nou anys i mig) a les 200 millors llistes d'àlbums de Billboard, incloses tres setmanes al número u. Va mantenir el rècord de més setmanes als millors àlbums Billboard 200 als EUA durant 15 anys, fins que The Dark Side of the Moon (març de 1973) va arribar a les 491 setmanes l'octubre de 1983.
Més tard, el 1958, Mathis va fer la seva segona aparició al cinema per a la 20th Century Fox, cantant la cançó "A Certain Smile" a la pel·lícula d'aquest títol. La cançó també va ser nominada a l'Oscar a la millor cançó original. A finals d'any, s'havia de guanyar 1 milió de dòlars l'any. Els crítics l'anomenaven "la veu de vellut". El 1962, la revista "Ebony" va enumerar Mathis com un dels 30-35 milionaris a la seva llista dels "100 negres més rics d'Amèrica". Mathis va tenir dos dels seus grans èxits el 1962 i el 1963, amb "Gina" (número 6) i "What Will Mary Say" (número 9).

## Separat de Noga
Mentre Mathis va continuar fent música, l'ascens dels Beatles i l'àlbum rock de principis de la dècada de 1970 va mantenir els seus enregistraments contemporanis per a adults fora de les llistes de senzills pop, fins que va experimentar un renaixement de la seva carrera a finals dels setanta. Mathis va tenir el senzill número u de Nadal de 1976 al Regne Unit amb la cançó "When a Child Is Born" i més tard, el 1978, va gravar "Too Much, Too Little, Too Late" amb la cantant Deniece Williams. La lletra i la música van ser organitzades per Nat Kipner i John McIntyre Vallins. Llançat com a senzill el 1978, va assolir el número u a la llista pop "Billboard Hot 100" dels Estats Units, el número nou a la llista de singles canadencs i el número tres a la llista de singles del Regne Unit. També va encapçalar les llistes de R&B i adults contemporanis dels EUA. "Too Much, Too Little, Too Late" va ser certificat d'or i plata als EUA i al Regne Unit per la RIAA i la indústria fonogràfica britànica, respectivament. Va ser el seu primer èxit número u des del seu primer lloc de les llistes de 1957 "Chances Are".
El duet va llançar un duet de seguiment, la seva versió de "You're All I Need to Get By", que va assolir el número 47 del Billboard Hot 100. El 1983, se'ls va acreditar la interpretació de "Without Us", el tema principal. per a la sèrie de televisió nord-americana Family Ties, a partir de la seva segona temporada. L'èxit dels duets amb Williams va fer que Mathis enregistrés duets amb una varietat de socis, com Dionne Warwick, Natalie Cole, Gladys Knight, Jane Olivor, Stephanie Lawrence i Nana Mouskouri. Un àlbum recopilatori, també anomenat Too Much, Too Little, Too Late, publicat per Sony Music el 1995, va incloure la cançó principal entre altres cançons de Mathis i Williams.

## Els últims anys
De 1980 a 1981, Mathis va gravar un àlbum amb Bernard Edwards i Nile Rodgers de Chic, I Love My Lady, que va romandre inèdit fins a la seva aparició el 2017 a la col·lecció de 68 discos The Voice of Romance: The Columbia Original Album Collection. Tres cançons havien aparegut en una caixa Chic el 2010 i una quarta, la cançó del títol, a Mathis' Ultimate Collection el 2011 i Up All Night de Chic Organization el 2013.
Mathis va tornar a la llista dels 30 millors àlbums britànics el 2007 amb el llançament de Sony BMG The Very Best of Johnny Mathis; el 2008 amb el CD "A Night to Remember"; i de nou el 2011 amb "The Ultimate Collection" Mathis continuà actuant en directe, però a partir de l'any 2000, va limitar els seus concerts a uns 50 a 60 per any. Mathis és un dels últims cantants de pop que viatja amb la seva pròpia orquestra completa (a diferència d'una banda). El 14 de gener de 2016, Mathis va actuar davant d'un públic exhaurit a "The Villages"" com a part del seu "60th Anniversary Concert Tour".

## Assoliments professionals
Mathis, Bob Dylan, Barbra Streisand, Tony Bennett, Billy Joel i Bruce Springsteen porten la distinció de tenir el mandat més llarg de tots els artistes discogràfics del segell Columbia. Amb l'excepció d'un descans de quatre anys per gravar per a Mercury Records a mitjans dels anys seixanta, Mathis ha estat amb Columbia Records al llarg de la seva carrera, des de 1956 fins a 1963 i des de 1968 fins a l'actualitat. (Dylan va passar un parell d'anys a Asylum Records després va tornar a signar amb Columbia; Bennett va gravar per a Verve i el seu propi segell Improv de 1972 a 1986 quan va tornar a Columbia; Joel ha estat amb el segell des del seu àlbum de 1973 "Piano Man; "Streisand i Springsteen no han marxat mai.)
Mathis ha tingut cinc dels seus àlbums a les llistes de Billboard simultàniament, un èxit igualat per només tres cantants més: Frank Sinatra, Barry Manilow i (pòstumament) Prince. Mathis ha llançat 200 senzills i ha comptat amb 71 cançons a tot el món.

## Altres aparicions
Mathis ha gravat 12 dels seus propis especials de televisió i ha fet més de 300 aparicions com a convidat de televisió, amb 54 d'elles (Arxius de Rojon Productions) a "The Tonight Show". Johnny Carson, presentador de "Longtime Tonight Show", va dir: "Johnny Mathis és el millor cantant de balades del món". Mathis va aparèixer al programa amb el successor de Carson, Jay Leno, el 29 de març de 2007, per cantar "The Shadow of Your Smile" amb el saxofonista Dave Koz. Al llarg dels anys, les cançons de Mathis (o parts d'elles) s'han escoltat en més de 100 programes de televisió i pel·lícules d'arreu del món. La seva aparició a l'emissió "Live by Request" el maig de 1998 a la cadena A&E va tenir la major audiència de televisió de la sèrie. El 1989, Mathis va cantar el tema de la telenovel·la diürna d'ABC Loving.
Mathis va ser narrador de 51 Dons, una pel·lícula documental de 2014 sobre l'equip de futbol de San Francisco Dons de 1951 integrat i invicte. A l'equip se li va negar l'oportunitat de jugar un joc de bolos perquè es va negar a acceptar no jugar amb els seus dos jugadors afroamericans, Ollie Matson i Burl Toler, que eren amics de la infància de Mathis.
Mathis va aparèixer al final de la temporada 14 de Criminal Minds, "Truth or Dare", en què es va interpretar a si mateix com un vell amic de David Rossi i va ser el padrino de boda de Rossi. Matthis també es va interpretar a si mateix a la pel·lícula del 2017 Just Getting Started (en català Benvinguts a Vil·la Capri).

## Vida personal
Tot i haver perdut les proves olímpiques de salt d'alçada, Mathis conserva el seu entusiasme pels esports. Mathis és un àvid golfista, amb nou forats en un al seu crèdit. Mathis també ha acollit diversos tornejos de golf Johnny Mathis al Regne Unit i als Estats Units. Des de 1985, ha estat organitzant un torneig de golf benèfic a Belfast patrocinat per "Shell Corporation", i la trobada anual de pista i camp per invitació de Johnny Mathis ha continuat a Universitat Estatal de San Francisco des que va començar el 1982. A Mathis també li agrada cuinar i va publicar un llibre de cuina anomenat Cooking for You Alone el 1982.
Mathis ha estat rehabilitat per l'alcoholisme i l'addicció a les drogues amb recepta i ha donat suport a moltes organitzacions al llarg dels anys, com ara la Societat Americana del Càncer, la March of Dimes, la YWCA i la YMCA, l'Associació de Distrofia Muscular i la NAACP.
Mathis és un convertit al catolicisme.

Mathis va ser citat en un article de la revista Us de 1982, afirmant: "L'homosexualitat és una forma de vida a la qual m'he acostumat". Mathis va dir més tard que se suposava que aquell comentari havia estat desconegut i no va parlar públicament de la seva orientació sexual durant molts anys després d'això. El 2006, Mathis va dir que el seu silenci havia estat a causa de les amenaces de mort que va rebre com a conseqüència d'aquell article de 1982. El 13 d'abril de 2006, Mathis va concedir una entrevista en podcast a "The Strip" en la qual va parlar sobre el tema una vegada més, i com algunes de les seves reticències a parlar sobre el tema van ser parcialment generacionals. Durant una entrevista a CBS "News Sunday Morning" el 14 de maig de 2017, Mathis va parlar de l'article de la revista Us i va confirmar que era gai dient:
| « | "Vinc de San Francisco. No és estrany ser gai a San Francisco. He tingut algunes núvies, alguns xicots, com la majoria de la gent, però mai em vaig casar, per exemple, sabia que era gai". | » |

 Mathis va parlar amb moltes fonts de notícies, inclosa CBS, sobre la seva sexualitat i la seva història sobre coming out.
El novembre de 2015, Mathis va tornar a casa després d'un concert a Ohio per trobar la seva casa de Hollywood destruïda per un incendi. Feia 56 anys que el tenia. El 17 de gener de 2023, una sèrie de poderoses tempestes van empapar el vessant del turó davant de la casa de Mathis reconstruïda a Hollywood Hills, provocant l'enfonsament del vessant del turó, aixafant un Jaguar de plata amb runes i fang. L'esllavissada del vessant del turó va tallar els serveis públics a la mansió del vessant del turó de Mathis, exposant les canonades d'aigua i altres infraestructures als elements. El terreny havia cedit al bloc 1400 de Sunset Plaza Drive durant la tempesta, eliminant el paisatge i el terreny al costat de la casa. En el moment de les notícies no estava clar quan Mathis, de 87 anys i encara fent concerts, podria tornar i entrar a ocupar la seva casa, ja que no es coneixia l'estabilitat o la inestabilitat de la casa a la vista dels danys del terreny circumdant.
Mentre que el personatge Shy Baldwin de The Marvelous Mrs. Maisel és un personatge compost basat en diversos cantants diferents, Rachel Brosnahan va dir que va associar més fortament a Mathis amb el personatge.

## Honors i premis
Grammys

L'any 2003, l'Acadèmia de les Arts i les Ciències de la gravació va concedir a Mathis el premi a la seva trajectòria. Aquest Premi al Mèrit Especial es lliura per votació dels Patronats Nacionals de l'Acadèmia de la Gravació als intèrprets que, durant la seva vida, han fet contribucions creatives d'una importància artística excepcional al camp de la gravació.
Saló de la Fama del Grammy

Mathis ha estat inclòs al Saló de la Fama dels Grammy per tres enregistraments diferents: el 1998 per "Chances Are", el 2002 per "Misty" i el 2008 per "It's Not for Me to Say".
| Grammy Hall of Fame Awards |                          |                          |          |                   |
| Any enregistrat            | Títol                    | Gènere                   | Segell   | Any d'Introducció |
| 1957                       | "It's Not for Me to Say" | Tradicional Pop (Single) | Columbia | 2008              |
| 1959                       | "Misty"                  | Tradicional Pop (Single) | Columbia | 2002              |
| 1957                       | "Chances Are"            | Tradicional Pop (Single) | Columbia | 1998              |

## Great American Songbook Hall of Fame
El 21 de juny de 2014, Mathis va ser inclòs al Great American Songbook Hall of Fame juntament amb Linda Ronstadt, Shirley Jones i Nat King Cole (la filla del qual Natalie Cole va acceptar el premi en nom seu). Els premis van ser lliurats pel director artístic del Centre for the Performing Arts Michael Feinstein. Definit al seu lloc web, "Concebut com un testimoni durador del Great American Songbook, el Saló de la Fama honora els intèrprets i compositors responsables de crear la banda sonora dels Estats Units".

## Altres
L'1 de juny de 1972, Mathis va rebre una estrella al Passeig de la Fama de Hollywood per les seves contribucions a la música. Sis anys més tard, el duet d'èxit de Mathis "The Last Time I Fet Like This" de la pel·lícula Same Time, Next Year va ser nominat a un Oscar a la millor cançó original. Mathis i Jane Olivor van cantar la cançó a la cerimònia dels Premis de l'Acadèmia, en la seva segona actuació als Oscars. Mathis es va produir per primera vegada 20 anys abans el 1958, quan va cantar "Wild Is the Wind" de Dimitri Tiomkin i Ned Washington de la pel·lícula homònima. Mathis també va rebre el premi a la trajectòria de la Societat de Cantants el 2006. El 2007, va ser inclòs al "Hit Parade Hall of Fame". El 1988, Mathis va aparèixer com a vocalista convidat, acompanyat per Henry Mancini, a Late Night with David Letterman per cantar el tema d'Henry al segment "Viewer Mail". El 2011, Mathis va rebre el premi "Golden Plate" de l'"American Academy of Achievement" presentat pel general Colin Powell, membre del Consell dels Premis.
El 2017, la Universitat Estatal de San Francisco va concedir a Mathis el títol de Doctor honoris causa en Belles Arts. Havia assistit a l'estat de San Francisco durant tres semestres abans de retirar-se el 1956 per seguir la seva carrera musical.